# Дубенецкий, Владимир Иосифович
Владимир Иосифович (Осипович) Дубенецкий (Владас Дубенецкис) (лит. Vladimiras Dubeneckis; 24 августа (5 сентября) 1888, по другим сведениям 6 сентября 1888, Змеиногорск (по другим данным — Барнаул) Томская губерния, Российская империя — 10 августа 1932, Кёнигсберг) — литовский архитектор и театральный художник.

## Биография
Родился в Змеиногорске в семье литовца и русской. Художественное образование получил в Высшем художественном училище при Императорской Академии художеств (1906—1914) у Л. Н. Бенуа. В 1917—1918 годах преподавал в петроградской (бывшей Императорской) Академии Художеств.
В 1918 году Владимир Дубенецкий принял участие в конкурсе на проект барельефа для установки на Кремлёвской стене в месте погребения «павших героев Октябрьской революции». Проект Владимира Дубенецкого Первый камень фундамента будущего получил равное число голосов с проектом С. Т. Конёнкова Крылатый Гений (Символ Победы с Красным знаменем в одной руке и пальмовой ветвью в другой). Предпочтение однако было отдано проекту Конёнкова поскольку он был цветной и «побеждает тот постоянный серый полумрак, который царит в этом месте» Кремлёвской стены. В 1919 году Владимир Дубенецкий переехал в Каунас.
Был одним из основателей Союза инженеров и архитекторов (в 1925—1932 годах председатель секции архитектуры) и Литовского общества создателей искусства („Lietuvių meno kūrėjų draugija“), членом Государственной археологической комиссии.
С 1921 года и до конца жизни (по другим сведениям в 1927—1928 годах) преподавал в Каунасской художественной школе.

### Архитектура
Работал в Каунасе в качестве архитектора, где в стиле «модернизованной классики» создал проекты реконструкции и строительства Музыкального театра (1923), гостиницы «Литва» (1923—1925), медицинского факультета университета (1931—1933), здания художественного музея (Галерея Чюрлениса) и здания исторического музея имени Витовта (1931—1936).
Ранним проектам (Каунасская художественная школа, 1923; Галерея Чюрлёниса, 1925) свойственны простые неоклассицистские формы. В реконструкции здания Государственного театра (совместно с архитектором Миколасом Сонгайлой, 1925), в проекте костёла в местечке Бетигала (1930) отчётливо влияние барокко. В проектах позднего периода (здание Медицинского факультета Университета Витовта Великого, 1931—1933, Военный музей Витовта Великого, совместно с архитекторами Каролисом Рейсонасом и Казисом Крищюкайтисом, 1931—1936) сочетаются черты классической и модернистской архитектуры.

### Сценография
В Каунасском государственном театре Дубенецкий как театральный художник создал оформление оперных, балетных и драматических спектаклей — «Скиргайла» Винцаса Креве (1924) «Сказки Гофмана» Жака Оффенбаха (1925), «Ромео и Джульетта» Шарля Гуно (1925), «Лоэнгрин» Рихарда Вагнера (1926), «Тартюф» Мольера (1926), Богема Джакомо Пуччини (1927), «Сильвия» Лео Делиба (1928), «Кумиры и люди» Пятраса Вайчюнаса (1928), Трубадур Джузеппе Верди (1929), «Жар-птица» Игоря Стравинского (1929). Всего за несколько лет Дубенецким было сделано 12 постановок.
Произведения хранятся в Литовском музее театра, музыки и кино.
Похоронен в Каунасе на Пятрашюнском кладбище.

## Семья
Был женат на литовской балерине и художнице Ольге Ивановне Дубенецкене-Калпокене (урожд. Шведе 1891—1967).

## Память
В Литве проводится художественный конкурс, посвящённый увековечению творческого наследия Владаса Дубенецкиса (Владимира Иосифовича Дубенецкого). Медаль 1987 года получил Витаутас Наливайка.